# StG44
StG44 (Sturmgewehr 44, Щурмгевер 44), известно още като МП-43 или МП-44, е първата в света щурмова пушка, произведена в голяма серия и достигнала до фронта в значими количества. Притежава 2 режима на стрелба – полуавтоматичен и автоматичен. Може да води ефективна стрелба на разстояния до 300 метра. Германската индустрия произвежда 425 977 StG44 за Вермахта до края на войната.

## Начало
Подадената от Службата по армейско въоръжение на Вермахта (HWaA) поръчка за разработка и развитие на ново оръжие за пехотата започва с разработката на нов патрон с намалена мощност, който да има обсег на действие до 1000 метра. HWaA насочва своето внимание главно към фабриката за муниции Полте в град Магдебург. Там през 1938 година е разработен патрон 7,92х33 mm, чийто куршум с тегло от 3,7 грама развива висока начална скорост. Сключва се договор между Полте и HWaA и се провеждат многобройни експерименти с къси 7,92 mm патрони, които в края на краищата довеждат до създаването през 1941 година на патрона 7,92х33 kurz с тегло на куршума 8,2 грама и начална скорост от 694 m/s.
Съществуващите още от 1923 година изисквания за оръжие, използващо такъв междинен калибър (т.е. между патрона за карабината и пистолетния патрон) се преработват след проведени в периода 1935 – 1937 изследвания и се обобщават в създадената през 1938 концепция за леко автоматично оръжие, което да замести карабината, картечния пистолет и частично леката картечница.

## Конструкция и производство
StG44 представлява класическо автоматично оръжие, използващо енергията на барутните газове отведени от отвор в цевта за задвижване на газово бутало с дълъг ход, разположено над цевта, което задвижва затворен механизъм с вертикално заключване. Захранва се от двуредов пълнител, разположен в долната част пред пистолетната ръкохватка. Оръжието използва фиксиран дървен приклад, в който е разположена възвратната пружина. Въпреки класическия си за времето дизайн, в StG44 се срещат и някои иновации, като капачката, покриваща механизма за защита от прах, която се вдига автоматично при зареждане на оръжието. Този дизайн с променени газова система и принцип на заключване на затвора, впоследствие е заимстван в голяма степен при разработката на американската АР-10, както и нейния световноизвестен наследник М-16.
Поръчката за производство получава през 1938 година фирмата Хенел в Зул. Развитието на оръжието е под ръководството на Хуго Шмайзер и разработено от Едуард Стечке. Първоначално новото оръжие се нарича „автомат тежък тип“, по-късно се преименува на „автоматична карабина“. В началото на 1940 г. на HWaA се представя един първоначално изцяло фрезован опитен образец. По-късните образци вече са с пресови и щамповани детайли.
След края на войната на 9 май, през август 1945 в Германия се сглобяват от налични части 50 броя от щурмовите пушки и се предават на Червената армия за техническа оценка. Това става заедно с 10 785 листа техническа документация за производство на армейски оръжия. През октомври 1945 г. Хуго Шмайзер е интерниран на работа в Ижевск – СССР, където работи по въвеждане на използвани в германския оръжеен завод нови технологии, част от които са използвани в разработката на новия АК-47.